# Lukáš Osladil
Lukáš Osladil (* 4. června 1980, Zábřeh) je český profesionální kulturista.

## Životopis
Vystudoval SOU stavební v Šumperku, Trenérskou školu Petra Stacha a angličtinu na Jazykové škole J. A. Komenského v Praze.

## Historie soutěží
Lukáš Osladil je vysoký 173 cm a jeho soutěžní váha je 105 kg.
| Rok  | Název soutěže                        | Kategorie              | Umístění | Poznámka                                                    |
| ---- | ------------------------------------ | ---------------------- | -------- | ----------------------------------------------------------- |
| 1996 | Mistrovství České republiky          | mladší dorost do 60 kg | 2.       | váha 47,5 kg, v kategorii bez rozdílu vah obsazuje 4. místo |
| 1997 | Mistrovství jižní Moravy             | starší dorost do 65 kg | 4.       |                                                             |
| 1997 | Mistrovství Moravy                   | starší dorost do 65 kg | 8.       |                                                             |
| 1998 | Mistrovství Moravy                   | starší dorost do 65 kg | 3.       |                                                             |
| 1998 | Mistrovství České republiky          | starší dorost do 65 kg | 6.       |                                                             |
| 2001 | Mistrovství Moravy                   | junioři do 80 kg       | 2.       |                                                             |
| 2004 | Mistrovství Severních Čech           | muži do 80 kg          | 1.       |                                                             |
| 2004 | Mistrovství Čech                     | muži do 80 kg          | 1.       |                                                             |
| 2004 | Mistrovství České republiky          | muži do 80 kg          | 1.       |                                                             |
| 2005 | Mistrovství Čech                     | muži do 90 kg          | 1.       | absolutní vítěz                                             |
| 2005 | Mistrovství České republiky          | muži do 90 kg          | 1.       | absolutní vítěz                                             |
| 2005 | Mistrovství Evropy                   | muži do 87,5 kg        | 1.       | absolutní vítěz                                             |
| 2006 | 60. Mistrovství světa v kulturistice | muži do 90 kg          | 2.       |                                                             |
| 2007 | Euro Elite Tour Marseille            |                        | 2.       |                                                             |
| 2010 | Arnold Classic Amateur               | muži do 100 kg         | 4.       |                                                             |
| 2011 | Mr. Olympia Amateur                  | muži do 90 kg          | 2.       |                                                             |
| 2011 | Arnold Classic Amateur               | muži do 90 kg          | 2.       |                                                             |

## Kontroverze
V roce 2005 porušil antidopingová pravidla, když se vyhnul dopingové kontrole. Za to mu byla v roce 2007 pozastavena na deset měsíců sportovní činnost.